# Alberto Alén Pérez
Alberto Alén Pérez (La Habana, 21 de noviembre de 1948-Ibidem, 14 de octubre de 2004) fue un musicólogo y violonchelista cubano.

## Formación académica
Alén estudió violonchelo con el profesor Fabio Landa en el conservatorio Alejandro García Caturla  de Marianao, Habana, así como en el conservatorio Amadeo Roldán en la misma ciudad. El también estudió psicología en la Universidad de La Habana y musicología en el Instituto Superior de Arte (ISA), donde se graduó en 1982.

## Biografía
Como violonchelista, Alén colaboró con varias orquestas como la Orquesta Popular de Conciertos fundada por el Maestro Alfredo Diez Nieto y la Orquesta del Gran Teatro de La Habana.  El también participó en otras oroquestas afiliadas a la red de radio y televisión cubana. Alén sirvió como profesor en el Instituto Superior de Arte (ISA) y trabajó como investigador en el Centro para la Investigación y Desarrollo de la Música Cubana. El también trabajó como asesor de programas musicales en la Televisión Cubana. Alberto Alén ofreció  clases y conferencias en Cuba, México y Argelia. Su obra musicológica incluye: Perspectivas de la investigación musical actual (1976), La forma de las formas musicales (1978) y La génesis del espacio musical (1986). En 1986, Alén recibió el prestigioso premio Casa de Las Américas en la categoría de musicología con su libro: Diagnosticar la musicalidad.

## Obra
Aunque la obra de Alén es todavía relativamente desconocida para el público en general, esta representa una relevante contribución a la musicología. De acuerdo con Eugene Chadbourne, “Los estudiantes de musicología deberían considerer los estudios de la lengua española, simplemente con el propósito de conocer la obra de Alberto Alén…
Su obra temprana: La forma de las formas musicales, representa para la musicología lo que lo que significaron en su momento las investigaciones y experimentaciones de la escuela Bauhaus para el moderno desarrollo de las artes visuales y el diseño. En ese artículo, Alén aplica su extenso conocimiento de psicología y estadística al análisis de las formas musicales tradicionales. En él explica, refiriéndose a la percepción de las estructuras musicales: “Las formas visuales (así como las táctiles y auditivas) son algo diferente de una suma o sucesión de sensaciones particulares, son otra cosa. 
El conjunto de estimulaciones que arriban a la retina (o al órgano de Corti en el caso de la audición) genera, a nivel cortical (eso afirmaba Pavlov) ‘sistemas funcionales que actúan integralmente, como en el caso de un reflejo condicionado elemental’, donde todos los contenidos particulares de las diferentes estimulaciones son trascendidos cuando reflejan sus múltiples y recíprocas relaciones, las cuales se encuentran ejerciendo una influencia continua entre ellas.”
“Diagnosticar la Musicalidad, la última obra de Alén, continua un profundo estudio del fenómeno de la práctica musical que rivaliza con los escritos del compositor alemán Paul Hindemith”… expresa Eugene Chadbourne en referencia a esta particular obra de Alberto Alén. En Diagnosticar la Musicalidad, el autor presenta al público en general los resultados de una extensa investigación conducida entre 1976 y 1983, con el propósito de optimizar las pruebas de musicalidad aplicadas en las escuelas de música en Cuba para seleccionar a los nuevos estudiantes.